# Jongsang Ri
Der Jongsang Ri (auch Jongsong Peak) ist ein 7462 m hoher Berg im Himalaya an der Grenze zwischen Nepal, Indien und China.
Die Erstbesteigung erfolgte am 3. Juni 1930 durch den Deutschen Hermann Hoerlin und den Österreicher Erwin Schneider, die Teilnehmer einer Expedition mit Frank Smythe, Ulrich Wieland, Marcel Kurz, Tsering Norbu, Lewa und Günter Oskar Dyhrenfurth waren. Diese anderen Bergsteiger erreichten am 8. Juni den Gipfel. Das eigentliche Ziel der Bergsteiger war die Erstbesteigung des nur etwa 20 Kilometer entfernten Kangchendzönga, diese wurde aufgegeben und stattdessen drei niedrigere Berge erstmals bestiegen, darunter der Jongsang Ri.
Zum Zeitpunkt der Besteigung war es der höchste Gipfel, der jemals bestiegen werden konnte. Ein Höhenrekord war es aber nicht, da schon mehrmals zuvor eine Höhe von mehr als 8000 m erreicht werden konnte (ohne auf den Gipfel zu gelangen). Der Rekord hielt bis zur Erstbesteigung des Kamet am 21. Juni 1931.